# Passage to Arcturo
Passage to Arcturo - minialbum greckiego zespołu muzycznego Rotting Christ, wydany po raz pierwszy w 1991 roku przez wytwórnię muzyczną Decapitated Records. Album był wielokrotnie poddawany reedycji m.in.: wydany w 1993 roku jako minialbum z dwoma dodatkowymi utworami bonusowymi, ponownie w 1995 roku z oryginalną okładką z pierwszego wydania i dodatkowymi utworami w wersji live, w 2005 roku wydany w dwu płytowej kompilacji z albumem Non Serviam, przez niezależną francuską wytwórnie płytową Season of Mist, a także po raz ostatni wydana w 2006 roku wzbogacona o trzy dodatkowe utwory i pomniejszona o jeden oryginalny utwór ("Intro - Ach Golgotha"), oraz dwa utwory live, przez wytwórnię Unruly Sounds należącą do The End Records.

## Lista utworów
| Nr | Tytuł utworu                                      | Długość |
| -- | ------------------------------------------------- | ------- |
| 1. | „Intro - Ach Golgotha”                            | 01:08   |
| 2. | „The Old Coffin Spirit”                           | 04:52   |
| 3. | „The Forest of N'Gai”                             | 05:50   |
| 4. | „The Mystical Meeting”                            | 04:36   |
| 5. | „Gloria de Domino Inferni”                        | 01:37   |
| 6. | „Inside the Eye of Algond”                        | 05:58   |
| 7. | „The Nereid of Esgalduin” (utwór dodatkowy)       | 03:52   |
| 8. | „Vicious Joy and Black Delight” (utwór dodatkowy) | 04:18   |
| 9. | „Feast of the Grand Whore” (utwór dodatkowy)      | 03:16   |
|    |                                                   | 35:27   |

## Twórcy
- Sakis "Necromayhem" Tolis - gitara, śpiew
- Jim "Mutilator" Patsouris - gitara basowa
- Themis "Necrosauron" Tolis - perkusja
- "Morbid" - instrumenty klawiszowe